# Landesstudierendenvertretung Baden-Württemberg
Die Landesstudierendenvertretung Baden-Württemberg ist die demokratisch legitimierte Interessenvertretung der Studierenden des Landes Baden-Württemberg, deren Mandat seit 2011 im Landeshochschulgesetz verbindlich festgeschrieben ist.

## Aufgaben
Die Landesstudierendenvertretung (LaStuVe), deren Legislativorgan die Landes-AStenkonferenz ist, vertritt die hochschulübergreifenden Belange, insbesondere die hochschulpolitischen, aller Studierendenschaften der baden-württembergischen Hochschulen. Sie wirkt auf die Erarbeitung gemeinsamer Positionen hin und entscheidet über strittige Mitgliedschaften von Studierendenvertretungen. Die LaStuVe verfolgt ihre Ziele im Interesse und unter Wahrung der Besonderheiten der einzelnen Studierendenschaften. Sie kann die Einsetzung, ggf. Neuwahl und Auflösung von landesweiten Arbeitskreisen sowie Ausschüssen und Kommissionen durchsetzen. Des Weiteren ist sie zur Wahl und Entlastung eines Präsidiums verpflichtet. Alle geltenden Beschlüsse der LaStuVe sind vom Präsidium mit Unterstützung der Mitglieder zu archivieren und der Öffentlichkeit zur Verfügung zu stellen.

## Finanzierung
Die LaStuVe finanziert sich durch Spenden, öffentliche Mittel und sonstige Einnahmen. Mitgliedsbeiträge werden nicht erhoben. Ein von der LaStuVe eingesetzter Revisionsausschuss kontrolliert die Verwaltung des Vermögens durch das Präsidium und erstattet vor dessen Entlastung und auf Anfrage Bericht. Von den stimmberechtigten Mitgliedern der LaStuVe wird eine für Finanzen zuständige Person gewählt werden, welche Mitglied des Präsidiums ist.

## Arbeitskreise
In den von der LaStuVe eingesetzten Arbeitskreisen/-gruppen (AK/AG) wird an verschiedenen Themen gearbeitet, bei denen eine landesweite Position gefunden werden soll. Die Teilnahme an den Arbeitskreisen und Arbeitsgruppen steht allen Studierenden offen. Die Koordinierung der internen Aufgaben und Repräsentation nach außen verantworten die von der LaStuVe gewählten Sprecher*innen. Zusätzlich sind den AK und AG Mitglieder des Präsidiums zugeordnet, um diese zu betreuen und die Aktivität sowie Rückkopplung an die LaStuVe zu gewährleisten. Folgende Arbeitskreise und Arbeitsgruppen sind Stand 2021 von der LaStuVe beauftragt
- AK Hochschulfinanzierung
- AK Landesweites Semesterticket
- AK Klima und Umwelt
- AK Studierendenwerke
- AK Konstituierung der LaStuVe
- AK Corona
- AG LHG-Novelle